# فيلي هاميلتون
فيلي هاميلتون (بالإنجليزية: Willie Hamilton)‏ (16 فبراير 1938 في المملكة المتحدة - 22 أكتوبر 1976 بكالغاري في المملكة المتحدة) هو لاعب كرة قدم بريطاني في مركز الهجوم. شارك مع منتخب اسكتلندا لكرة القدم. أما مع النوادي، فقد لعب مع أستون فيلا وشيفيلد يونايتد ونادي روس كاونتي ونادي ميدلزبره ونادي هيبرنيان وهارت أوف ميدلوثيان وهاميلتون أكاديميكال ونادي ديربن يونايتد ‏ ورابطة كرة القدم الاسكتلندية الحادية عشر ‏.

## وصلات خارجية
- فيلي هاميلتون على موقع الاتحاد الإسكتلندي (الإنجليزية)